# Cokage
Le cokage est le chauffage de la houille à l'abri de l'oxygène de l'air à une température typiquement de 1 000 à 1 100 °C pour en éliminer les composés volatils et ne conserver qu'un dépôt dur et poreux riche en carbone appelé coke. Ce dernier est constitué presque entièrement d'hydrocarbures. Sa porosité lui confère une grande surface spécifique, ce qui lui permet de brûler plus vite.
Par extension, le cokage désigne la formation d'un résidu carboné par pyrolyse d'un composé carboné au cours d'une réaction chimique se déroulant à haute température ; il s'agit souvent d'une réaction parasite indésirable.
Le cokage du pétrole correspond à la cokéfaction et produit du coke de pétrole.

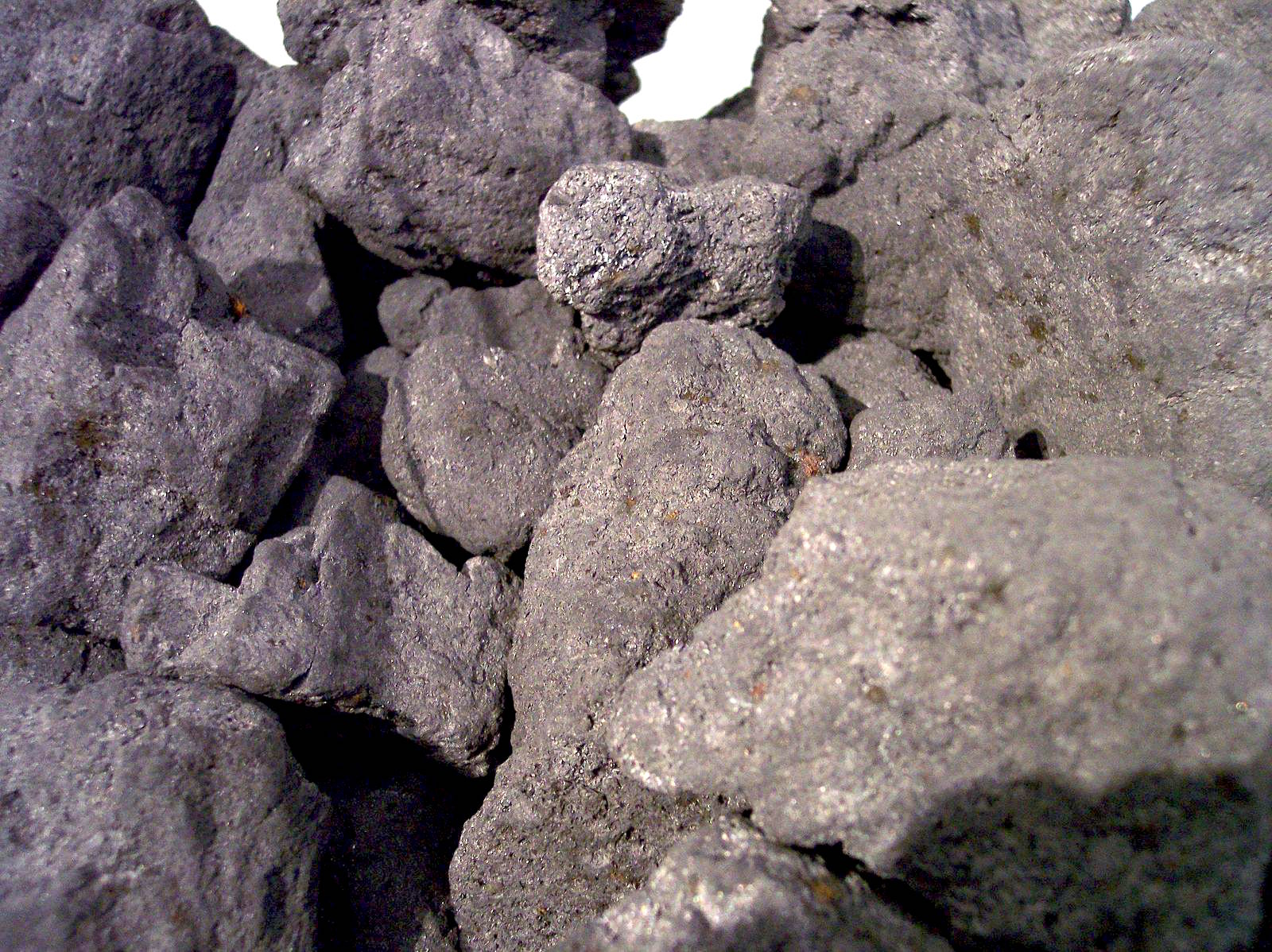
Coke de houille.
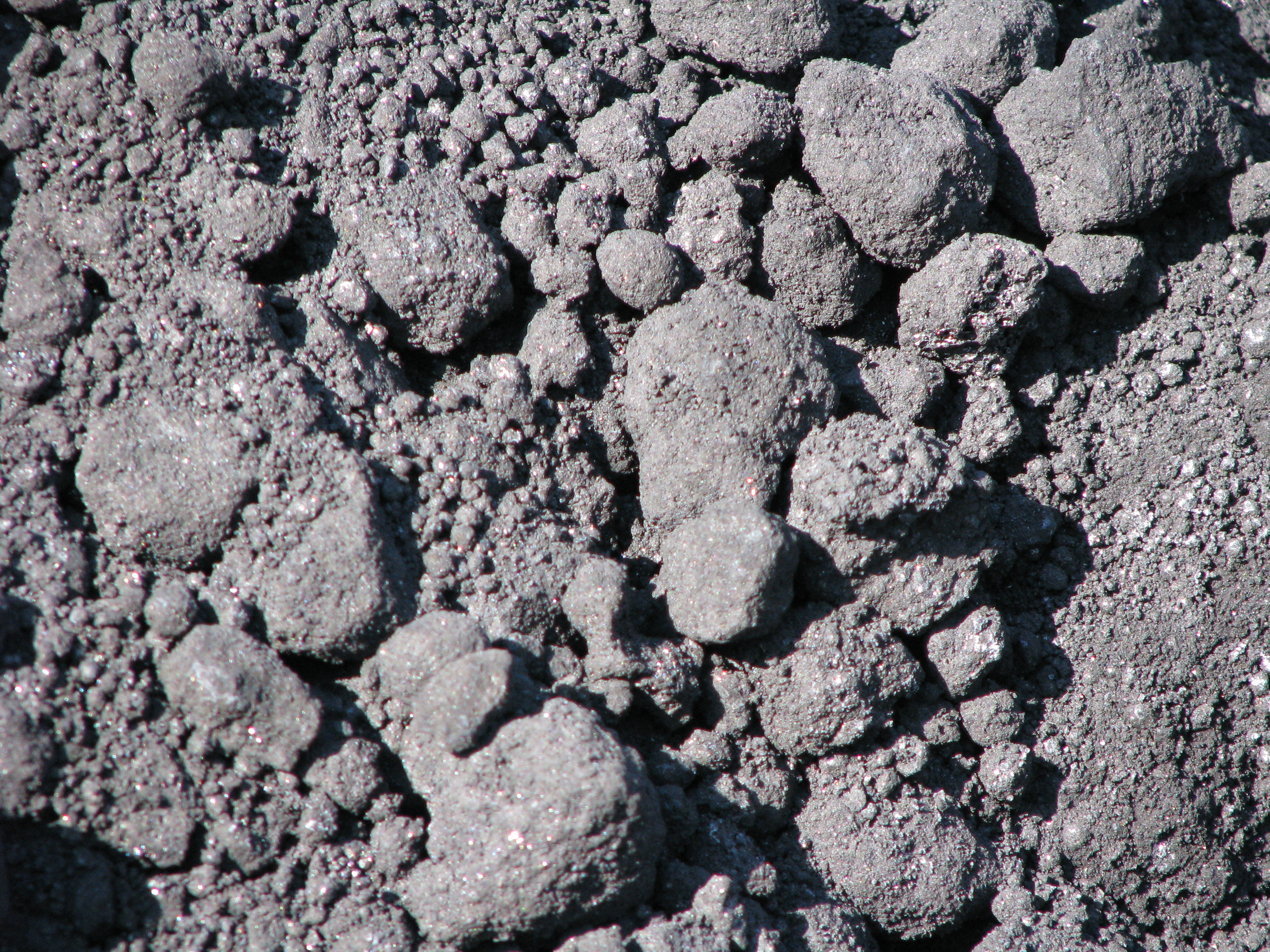
Coke de pétrole.